# ナショナル・ボード・オブ・レビュー賞 (2007年)
第79回ナショナル・ボード・オブ・レビュー賞は2007年の映画を対象とした賞であり、2007年12月5日に発表され、2008年1月15日に授賞式が行われた。

## 受賞一覧
- 作品賞 - ノーカントリー

トップ10（アルファベット順）
- ジェシー・ジェームズの暗殺
- つぐない
- ボーン・アルティメイタム
- 最高の人生の見つけ方
- イントゥ・ザ・ワイルド
- JUNO/ジュノ
- 君のためなら千回でも
- ラースと、その彼女
- フィクサー
- スウィーニー・トッド フリート街の悪魔の理髪師

- 外国語映画賞 - 潜水服は蝶の夢を見る

トップ5（アルファベット順）
- 4ヶ月、3週と2日
- 迷子の警察音楽隊
- ヒトラーの贋札
- エディット・ピアフ～愛の讃歌～
- ラスト、コーション

- ドキュメンタリー映画賞 - Body of War

トップ5（アルファベット順）
- Darfur Now
- ザ・ムーン
- Nanking
- 「闇」へ
- Toots

- インディペンデント映画賞

（アルファベット順）
- アウェイ・フロム・ハー君を想う
- Great World of Sound
- Honeydripper
- 告発のとき
- マイティ・ハート/愛と絆
- その名にちなんで
- ONCE ダブリンの街角で
- マイ・ライフ、マイ・ファミリー
- Starting Out in the Evening
- ウェイトレス 〜おいしい人生のつくりかた

- 主演男優賞 - ジョージ・クルーニー （フィクサー）
- 主演女優賞 - ジュリー・クリスティ （アウェイ・フロム・ハー君を想う）
- 助演男優賞 - ケイシー・アフレック （ジェシー・ジェームズの暗殺）
- 助演女優賞 - エイミー・ライアン （ゴーン・ベイビー・ゴーン）
- アンサンブル演技賞 - ノーカントリー
- ブレイクスルー男優賞 - エミール・ハーシュ （イントゥ・ザ・ワイルド）
- ブレイクスルー女優賞 - エリオット・ペイジ （JUNO/ジュノ）
- 監督賞 - ティム・バートン （スウィーニー・トッド フリート街の悪魔の理髪師）
- 新人監督賞 - ベン・アフレック （ゴーン・ベイビー・ゴーン）
- 脚本賞
  - ディアブロ・コーディ （JUNO/ジュノ）
  - ナンシー・オリバー （ラースと、その彼女）
- 脚色賞 - ジョエル・コーエン&イーサン・コーエン （ノーカントリー）
- アニメーション映画賞 - レミーのおいしいレストラン
- 功労賞 - マイケル・ダグラス
- ウィリアム・K・エヴァーソン賞 （映画史に対して） - ロバート・オズボーン
- 功労賞（撮影） - ロジャー・ディーキンス
- ブルガリ賞 （表現の自由に対して）
  - グレート・ディベーター 挑戦者たち
  - ペルセポリス